# Áreas de Natureza Protegida no Município de Florianópolis
As Áreas de Natureza Protegida no Município de Florianópolis são as áreas protegidas por leis municipais, estaduais ou federais que estão situadas parcialmente ou integralmente ao território do município de Florianópolis, capital brasileira do estado de Santa Catarina.
No município, estas áreas têm sido criadas desde a década de 1960, sendo que nas décadas de 1980 e 1990 foram criadas a maior parte delas. Ao longo dos anos, algumas áreas tombadas criadas foram incluídas dentro da área protegidas maiores, como o caso das Lagoa Pequena e Lagoa da Chica, que passaram a fazer parte em 2018 do Parque Natural Municipal das Dunas da Lagoa da Conceição. Algumas áreas também tem mudado de categoria (e consequentemente mudado de nome oficial e status de proteção) ao longo dos anos, como no caso do Parque Municipal da Galheta, que passou a ser considerado Monumento Natural em 2016. 
Em levantamento realizado em 2013, as Áreas de Natureza Protegida ocupavam cerca de 29,05% da superfície do município.
| Tipo/Categoria | Nome oficial                                                   | Ano de Criação | Área (km²) | Legislação de referência                                                          | Referências bibliográficas |
| --- | -------------------------------------------------------------- | -------------- | ---------- | --------------------------------------------------------------------------------- | -------------------------- |
| Parque Municipal | Parque Municipal da Lagoa do Peri                              | 1981           | 14,74      | Lei Municipal 1828/1981, Decreto Municipal 091/1982                               | [ 1 ]                      |
| Parque Municipal | Parque Natural Municipal das Dunas da Lagoa da Conceição       | 1988           | 5,163      | Decreto Municipal nº 231/1988. Lei Municipal nº 10.388/2018.                      | [ 1 ]                      |
| Parque Municipal | Parque Natural Municipal da Lagoinha do Leste                  | 1992           | 7,95       | Lei Municipal nº 3701/1992 Lei Municipal nº 5500/1999                             | [ 1 ]                      |
| Parque Municipal | Parque Municipal do Maciço da Costeira                         | 1995           | 14,559     | Lei Mun. 4605/1995; Dec. Mun. 154/1995                                            | [ 1 ]                      |
| Parque Municipal | Parque Municipal do Manguezal do Itacorubi                     | 2002           | 1,36       | Decreto Municipal nº nº 1529/2002.                                                | [ 1 ]                      |
| Parque Municipal | Parque Natural Municipal do Morro da Cruz                      | 2013           | 1,358      | Lei Municipal nº 9321/2013                                                        | [ 1 ]                      |
| Parque Municipal | Parque Natural Municipal Lagoa do Jacaré das Dunas do Santinho | 2016           | 2,21       | Lei Municipal nº 9.948/2016                                                       | [ 4 ]                      |
| Monumento Natural | Monumento Natural Municipal da Galheta                         | 1992           | 1,515      | Lei Municipal 3455/1992; Decreto Municipal 968/1994. Lei Municipal nº 10.100/2016 | [ 1 ] [ 3 ]                |
| Parque Estadual | Parque Estadual do Rio Vermelho                                | 1962           | 14,815     | Decreto Estadual 2006/1962 e Dec. Estadual 308/2007                               | [ 1 ]                      |
| Parque Estadual | Parque Estadual da Serra do Tabuleiro (Porção insular)         | 1975           | 3,423      | Decreto nº1.260/1975. Lei Estadual 14661/2009                                     | [ 1 ]                      |
| Estação Ecológica | Estação Ecológica de Carijós                                   | 1987           | 7,98       | Decreto Federal 94.656/1987                                                       | [ 1 ]                      |
| Reserva Extrativista | Reserva Extrativista Marinha do Pirajubaé                      | 1992           | 16,942     | Decreto Federal 533/1992                                                          | [ 1 ]                      |
| RPPN - Reserva Particular de Patrimônio Natural                                                                                     | RPPN Morro das Aranhas                                         | 1999           | 0,47       | Portaria IBAMA 43-N/1999. Portaria IBAMA 43/2003                                  | [ 1 ]                      |
| RPPN - Reserva Particular de Patrimônio Natural                                                                                     | RPPN Menino Deus                                               | 1999           | 0,15       | Portaria IBAMA 85-N/1999                                                          | [ 1 ]                      |
| APA - Área de Proteção Ambiental | APA da Baleia Franca (porção marítima do extremo sul da ilha)  | 2000           | x          | Decreto Federal sem número, de set. de 2000                                       | [ 1 ]                      |
| Área de Natureza Protegida sem categoria oficial                                                                                    | UCAD - Unidade de Conservação Ambiental Desterro               | 1995           | 4,9        | Sem normativa legal específica. Somente registro de posse pela UFSC               | [ 1 ]                      |
| Área de Natureza Protegida sem categoria oficial                                                                                    | Reserva Natural do Olandi - Jurerê                             | ?              | ?          | Sem normativa legal específica. Somente registro de posse pela empresa HABITASUL  | [ 5 ]                      |
| Áreas naturais tombadas (*Algumas destas áreas foram incluídas posteriormente, após sua criação, dentro de Unidades de Conservação) | Dunas do Campeche*                                             | 1985           | 1,365      | Lei Municipal nº 112/1985                                                         | [ 1 ]                      |
| Áreas naturais tombadas (*Algumas destas áreas foram incluídas posteriormente, após sua criação, dentro de Unidades de Conservação) | Lagoinha Pequena*                                              | 1988           | 0,355      | Decreto Municipal nº135/1988                                                      | [ 1 ]                      |
| Áreas naturais tombadas (*Algumas destas áreas foram incluídas posteriormente, após sua criação, dentro de Unidades de Conservação) | Lagoa da Chica*                                                | 1988           | 0,054      | Decreto Municipal nº135/1988                                                      | [ 1 ]                      |
| Áreas naturais tombadas (*Algumas destas áreas foram incluídas posteriormente, após sua criação, dentro de Unidades de Conservação) | Dunas da Armação                                               | 1985           | 0,042      | Decreto Municipal nº112/1985                                                      | [ 1 ]                      |
| Áreas naturais tombadas (*Algumas destas áreas foram incluídas posteriormente, após sua criação, dentro de Unidades de Conservação) | Dunas do Pântano do Sul                                        | 1985           | 0,238      | Decreto Municipal nº112/1985                                                      | [ 1 ]                      |
| Áreas naturais tombadas (*Algumas destas áreas foram incluídas posteriormente, após sua criação, dentro de Unidades de Conservação) | Encostas*                                                      | 1982/1985      | 6,084      | Lei Municipal nº 1851/1982. Lei Municipal 2193/1985                               | [ 1 ]                      |
| Áreas naturais tombadas (*Algumas destas áreas foram incluídas posteriormente, após sua criação, dentro de Unidades de Conservação) | Manguezal da Tapera                                            | 1985           | 0,522      | Lei Municipal nº 2193/ 1985                                                       | [ 1 ]                      |
| Áreas naturais tombadas (*Algumas destas áreas foram incluídas posteriormente, após sua criação, dentro de Unidades de Conservação) | Restinga da Ponta das Canas                                    | 1985           | 0,21 k     | Decreto Municipal nº 216/1985                                                     | [ 1 ]                      |
| Áreas naturais tombadas (*Algumas destas áreas foram incluídas posteriormente, após sua criação, dentro de Unidades de Conservação) | Dunas dos Ingleses                                             | 1985           | 4,638      | Decreto Municipal nº112/1985                                                      | [ 1 ]                      |
| Áreas naturais tombadas (*Algumas destas áreas foram incluídas posteriormente, após sua criação, dentro de Unidades de Conservação) | Dunas do Santinho*                                             | 1985           | 0,744      | Decreto Municipal nº112/1985                                                      | [ 1 ]                      |
| Áreas naturais tombadas (*Algumas destas áreas foram incluídas posteriormente, após sua criação, dentro de Unidades de Conservação) | Restinga da Ponta do Sambaqui                                  | 1985           | 0,013      | Decreto Municipal nº216/1985                                                      | [ 1 ]                      |
| Áreas naturais tombadas (*Algumas destas áreas foram incluídas posteriormente, após sua criação, dentro de Unidades de Conservação) | Região da Costa da Lagoa                                       | 1986           | 9,751      | Decreto Municipal nº247/ 1986                                                     | [ 1 ]                      |
| Áreas naturais tombadas (*Algumas destas áreas foram incluídas posteriormente, após sua criação, dentro de Unidades de Conservação) | Dunas da Barra da Lagoa                                        | 1992           | 0,06       | Lei Municipal nº 3711/ 1992                                                       | [ 1 ]                      |